# Отырба, Георгий Анатольевич
Гео́ргий Анато́льевич Отырба — абхазский политический деятель; с 18 июня по 28 июля 2004 исполнял обязанности министра иностранных дел Абхазии.

## Биография
Окончил Московский историко-архивный институт.
Работал в Институте всеобщей истории АН СССР. Кандидат (1984), доктор (1990) исторических наук. Был профессором на кафедре современной истории в Абхазском государственном университете, в качестве приглашённого учёного побывал в университете Джонса Хопкинса, Мэрилендском университете в Колледж-Парке и Еврейском Университете в Иерусалиме.
С 1997 года работал заместителем министра иностранных дел Абхазии. В этом же году был назначен директором Центра развития гражданского общества в Гагре.
С 3 марта 2007 года по 4 мая 2016 года — Уполномоченный по правам человека при президенте Абхазии.